# Gregorio Rosa Chávez
Gregorio Rosa Chávez (Sociedad, 3 de Setembro de 1942) é um cardeal católico de El Salvador,  bispo auxiliar emérito de San Salvador.

## Biografia

### Educação e ministério sacerdotal
Nascido em Sociedad na diocese de San Miguel, estudou filosofia e teologia no Seminário Central San José de la Montaña, em San Salvador, de 1962 a 1964; trabalhou neste Seminário em 1965. Ele foi ordenado padre na Catedral de San Miguel em 24 de janeiro de 1970 por José Eduardo Alvarez Ramirez, bispo de San Miguel. Também estudou na Universidade Católica de Louvain, Bélgica, de 1973 a 1976, obtendo uma licenciatura em comunicação social. Além do espanhol, ele fala francês e possui conhecimentos gerais de inglês, italiano e português.
Foi secretário episcopal da diocese de San Miguel e pároco da Igreja El Rosario, na cidade de San Miguel, de 1970 a 1973, além de Diretor dos meios de comunicação social da diocese de San Miguel (Rádio Paz e Semanario Chaparrastique), entre 1971 e 1973. Tornou-se professor e reitor do Seminário Central San José de la Montaña em 1977, até 1982. Como reitor, tornou-se amigo do Beato Arcebispo Óscar Arnulfo Romero y Galdámez de San Salvador, assassinado em 1980.

### Ministério Episcopal
Em 17 de fevereiro de 1982 o Papa João Paulo II o nomeou bispo auxiliar de San Salvador, sendo consagrado como bispo titular de Mulli em 3 de julho, na Igreja de Maria Auxiliadora, em San Salvador, por Lajos Kada, núncio apostólico em El Salvador, assistido por José Eduardo Álvarez Ramírez, C.M., bispo de San Miguel, e por Arturo Rivera Damas, S.D.B., bispo de Santiago de María.

### Cardeal
Em 21 de maio de 2017, no final do Regina Coeli, o Papa Francisco anunciou sua criação como cardeal no consistório de 28 de junho. Recebeu o anel cardinalício, o barrete cardinalício e o titulus de cardeal-presbítero do Santissimo Sacramento a Tor de 'Schiavi. É o primeiro cardeal salvadorenho. Tomou posse da sua igreja titular em 2 de julho.
No dia 23 de dezembro de 2017, o Papa o nomeou membro do Dicastério para o Serviço do Desenvolvimento Humano Integral. Em 17 de novembro de 2018, foi nomeado enviado papal especial para o encerramento do 525º aniversário da primeira missa celebrada na América, a ser celebrada em Isabela, República Dominicana, em 5 de janeiro de 2019.
Ele tem falado abertamente sobre os abusos do governo, até citando publicamente os supostos assassinos de quatro jesuítas, sua governanta e sua filha, que foram martirizadas em 1989. Ele recebeu ameaças de morte e acusações de ser comunista. Foi fundamental no processo de diálogo e negociação que permitiu assinar os acordos de paz em 1992 que puseram fim ao conflito no seu país. Atualmente, ele é pastor da Igreja de São Francisco em San Salvador; e presidente da Caritas de El Salvador e também da Caritas para a América Latina e o Caribe. Ele é o primeiro bispo auxiliar a ser nomeado cardeal. Dedicou a promoção ao cardinalato ao beato Oscar Arnulfo Romero e visitou seu túmulo para pedir ao arcebispo mártir que o acompanhasse nesta nova etapa de sua vida pastoral.